# Pterygotus
Pterygotus (лат. , от др.-греч. πτερῠγωτός «крылатый, пернатый») — вымерший род гигантских ракоскорпионов, живших в конце силурийского, начале девонского периода (428,2—412,3 млн лет назад). Впервые окаменевшие остатки были найдены в 1844 году.

## Строение
Pterygotus был морским титаном среди всех известных членистоногих: в длину он достигал 1,6 м (хотя предположительно мог достигать больших размеров). Благодаря огромному размеру Pterygotus был, пожалуй, самым удачным хищником своего времени: у этого ракоскорпиона были мощные клешни, которыми он хватал и удерживал добычу, например, трилобитов или примитивных рыб. Плоские задние конечности, похожие на плавники, помогали Pterygotus хорошо плавать.

## Высокая приспособляемость
По-видимому, Pterygotus был очень хорошо приспособлен к окружающей среде, поскольку в силурийском периоде этот ракоскорпион был распространён очень широко. Окаменелости Pterygotus найдены на всех континентах кроме Антарктиды (хотя на этом материке очень трудно вести раскопки из-за низкой температуры, так что ископаемые остатки Pterygotus могут быть обнаружены и там). К семейству Pterygotidae помимо самого Pterygotus относятся ещё два крупных хищника. 2-метровый акутирам (Acutiramus — «острый палец») плавал в морях, покрывавших территорию Северной Америки и Чехии в конце силура — начале девона. Известно семь видов этого ракоскорпиона. Девонский полутораметровый эреттоптер (Erettopterus — «Плавник из Эраса») известен из США, Канады, Англии, Норвегии и Эстонии. Всего открыто 18 видов эреттоптера, один из которых — E. canadensis — обитал в Канаде, что и следует из названия. И акутирам и эреттоптер были похожи на Pterygotus, но были меньше по размеру, чем их силурийский родственник.

## Виды
На ноябрь 2023 род включает 8 видов:
- † Pterygotus anglicus Agassiz, 1844
- † Pterygotus barrandei Semper, 1898
- † Pterygotus fissus Seemann, 1906
- † Pterygotus floridanus Kjellesvig-Waering, 1950
- † Pterygotus gaspesiensis Kindle, 1954
- † Pterygotus holmi Størmer, 1934
- † Pterygotus leptodactylus M’Coy, 1849
- † Pterygotus vogtiStørmer, 1934

## В массовой культуре
Pterygotus фигурирует в сериале Прогулки с монстрами, в котором самка прячется в засаде, зарываясь в песок на морском дне. При этом она заботится о своём потомстве.